# Лепа Њива
Лепа Њива (словен. Lepa Njiva) је насељено место у општини Мозирје, Савињска регија, Словенија.

## Историја
До територијалне реорганизације у Словенији била је у саставу старе општине Мозирје.

## Становништво
У попису становништва из 2011. године, Лепа Њива је имала 454 становника.
| Број становника према пописима | Број становника према пописима | Број становника према пописима |
| ------------------------------ | ------------------------------ | ------------------------------ |
| 1991                           | 2002                           | 2011                           |
| 466                            | 459                            | 454                            |